# 昂船洲

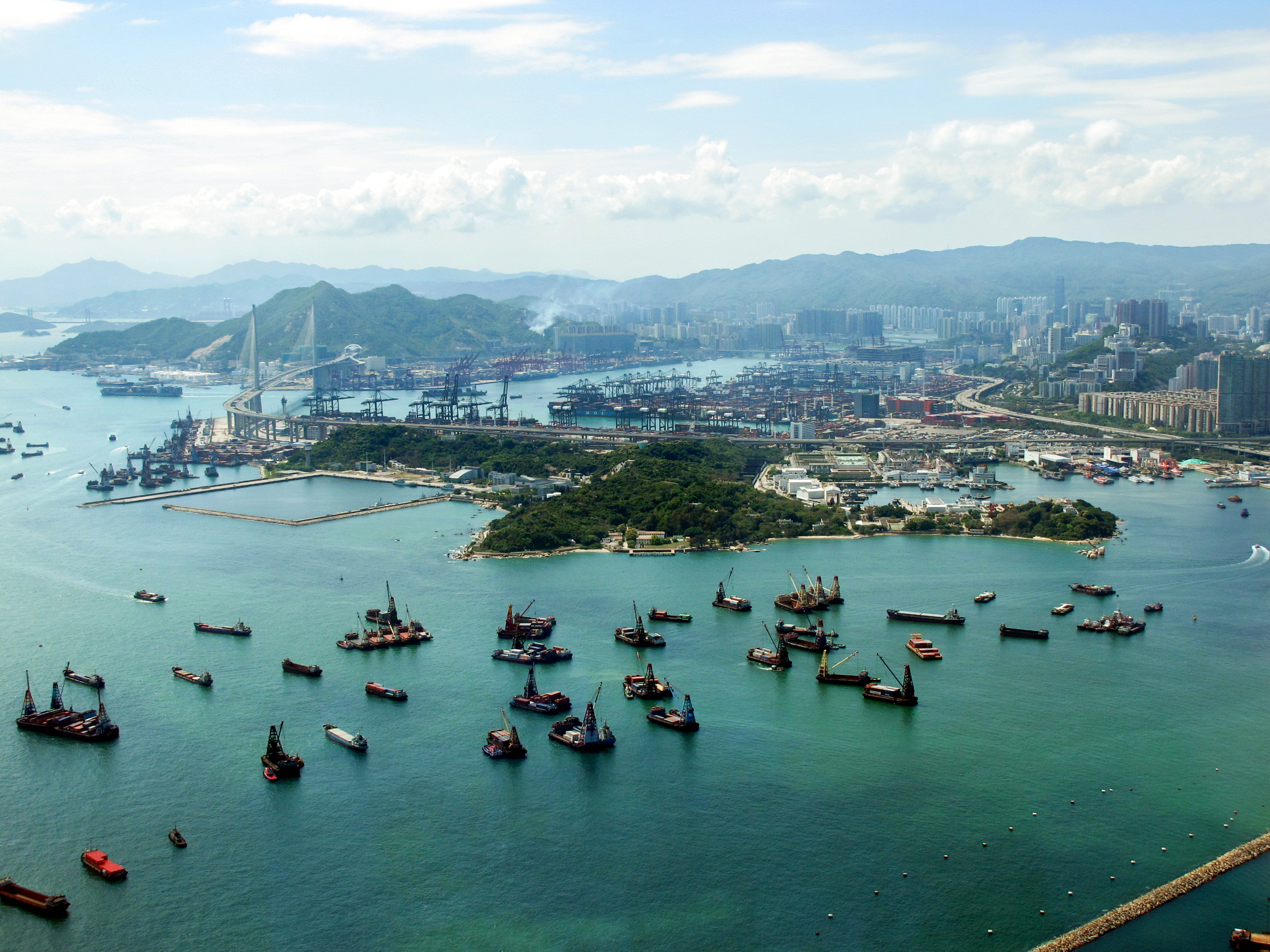
從環球貿易廣場眺望昂船洲

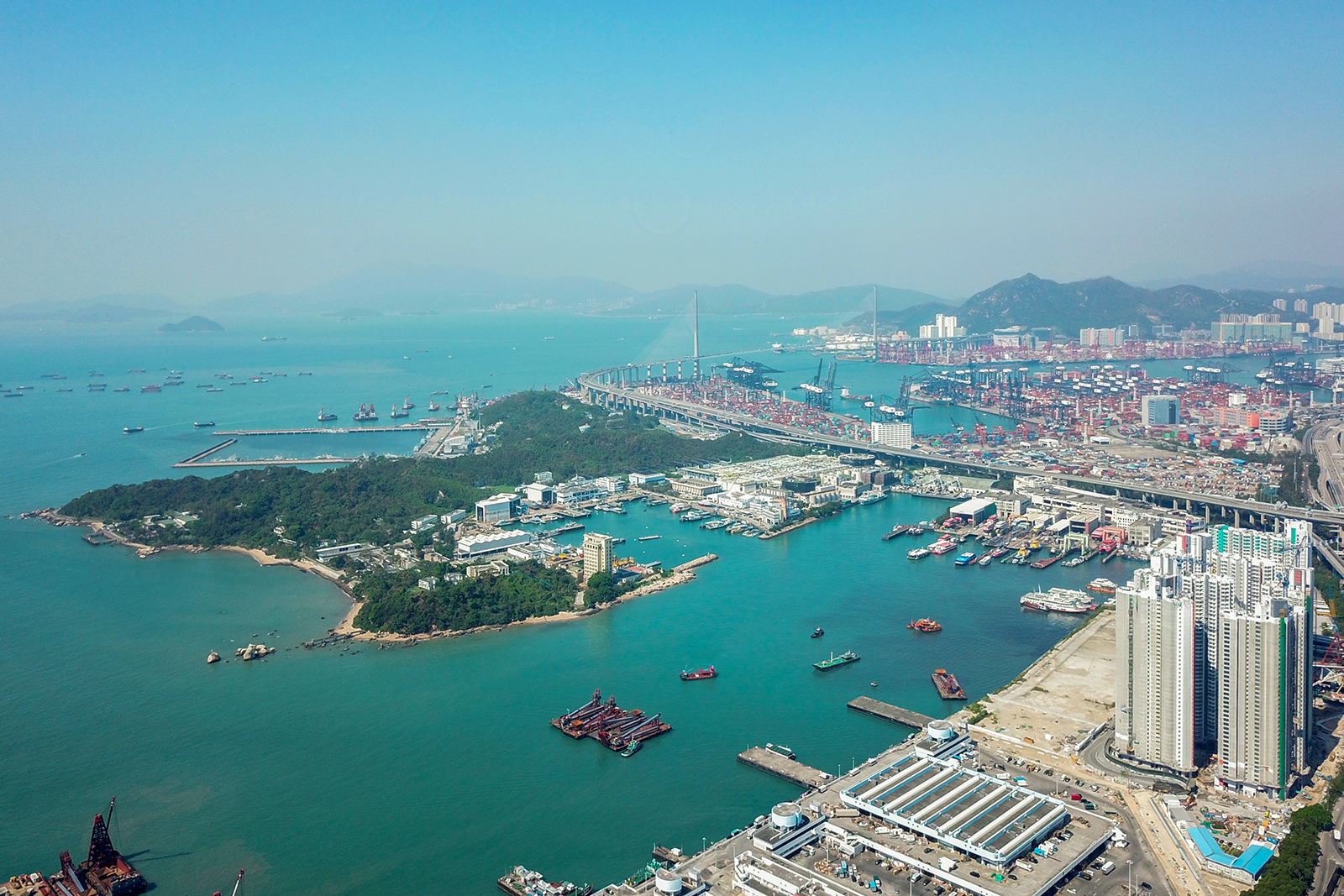
從西九龍眺望昂船洲

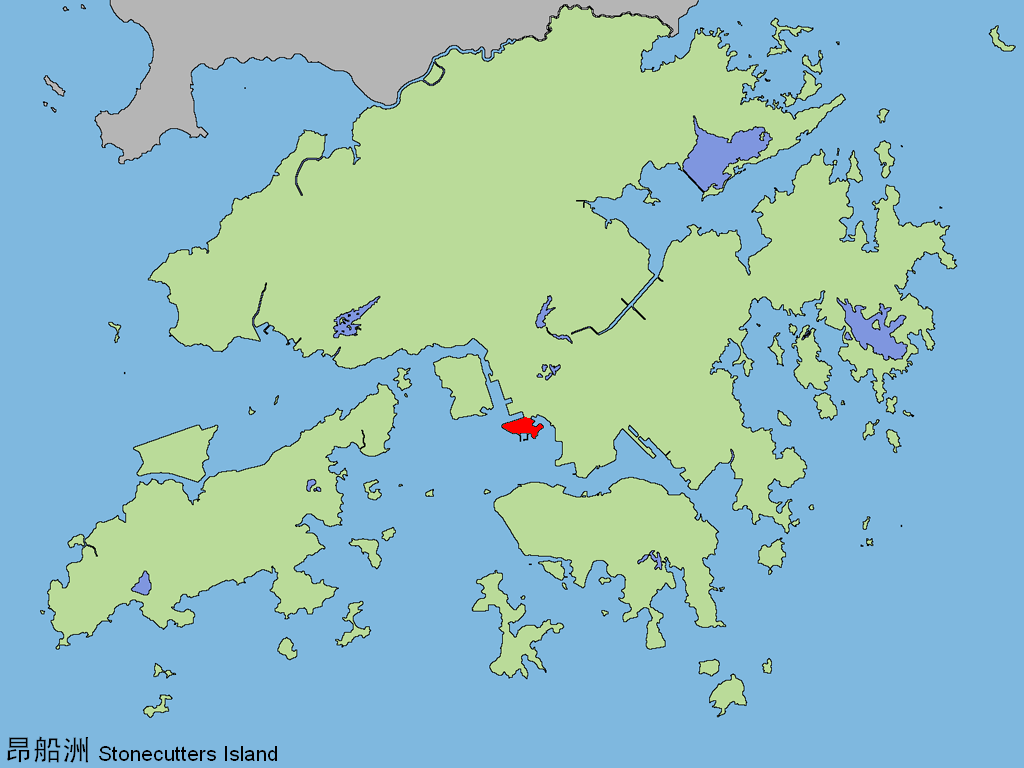
紅色標示昂船洲在香港的位置

昂船洲（亦有寫作 （页面存档备份，存于），或以粵音拼音讀作），曾稱盎船洲及向島，位於香港境內，原為九龍半島西面的島嶼，經填海後已連陸。昂船洲的地形原本像一條翻轉的船，故稱昂（仰）船洲。
1990年代香港政府在西九龍一帶進行大規模的填海工程，1995年竣工後昂船洲與新九龍連成一片成為九龍半島一部份。現時昂船洲北部發展為八號貨櫃碼頭；東北面連接住宅區，當中建有昂船洲政府船塢、昂船洲污水處理廠及西九龍廢物轉運站等公共設施，亦容納原有於長沙灣工業區荔枝角道沿線的私營船廠，西九龍公路亦貫穿該處；南面則是中國人民解放軍駐香港部隊軍營（昂船洲海军基地）。昂船洲本身屬深水埗區，不过上述擴建貨櫃碼頭的填海區（包括昂船洲大橋及貨櫃碼頭部分）則屬於葵青區。

## 歷史

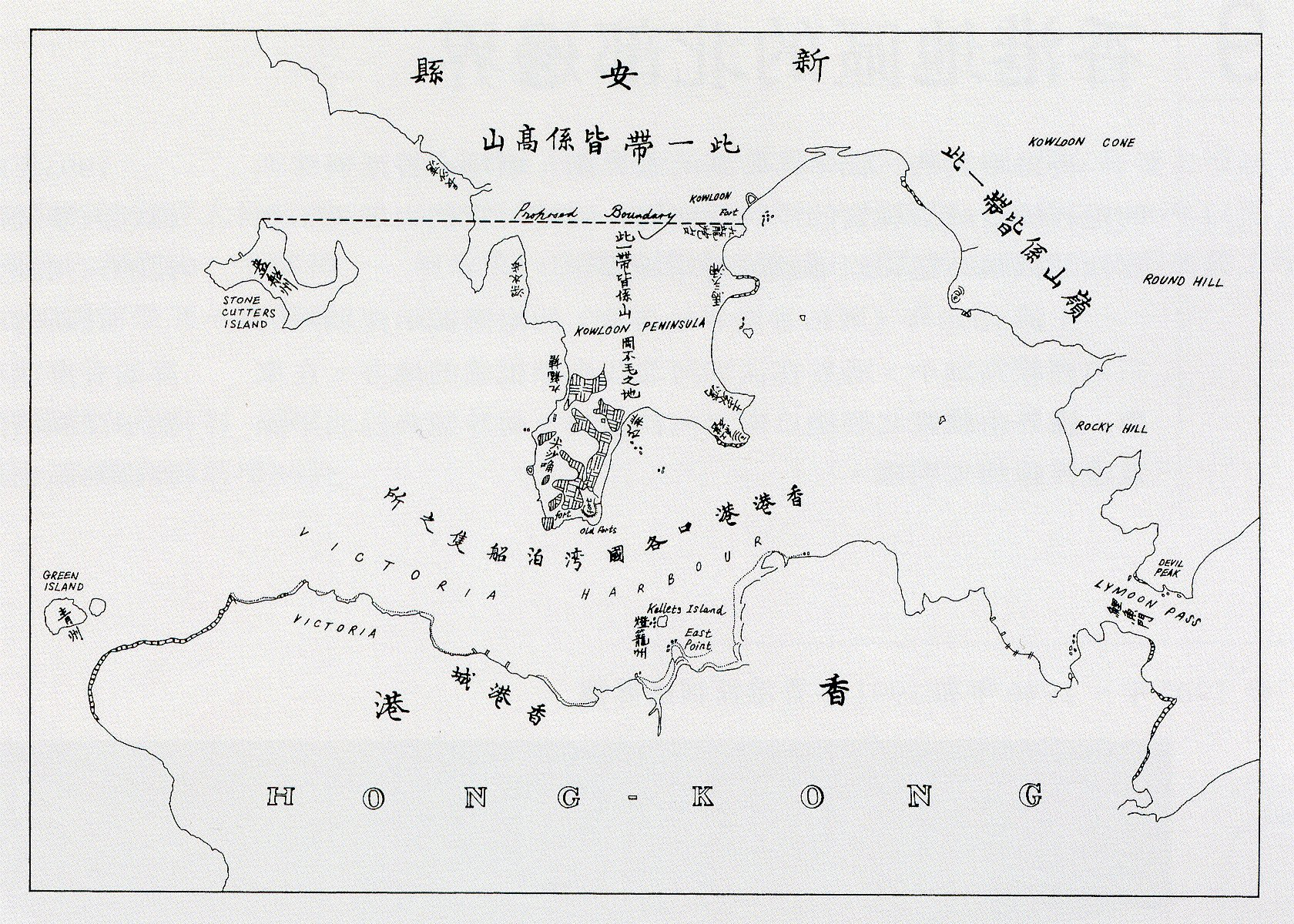
《北京條約》地圖左上方為「盎船州」（「州」為「洲」之古字）

明代的《粵大記》以及清嘉慶二十四年（十西元一八一九年）刊行的《新安縣志》，將昂船洲寫作仰船洲。1860年代則稱為盎船洲，該名字可見於當時中英《北京條約》附圖中，並隨著該條約的簽署，昂船洲隨九龍半島南端割讓予英國而劃入香港版圖。最初這個島嶼作開採石礦之用，之後被改作興建海軍基地。1863年港督羅便臣決定在島上興建了一所監獄，以舒緩域多利監獄的擠迫情況。發生在1874年9月22日至24日的甲戌風災中，昂船洲監獄全座被毀，事後在昂船洲沿岸撈獲屍骸高達三千具。數年後仍發現有百餘具遺骸暴露於昂船洲。1880年東華醫院得到港督軒尼詩（John Hope Hennessy）捐助，將這些屍體與其他罹難者一併合葬雞籠灣墳場，稱為「遭風義塚」。
全島自1890年至第一次世界大戰初期由英國部隊接管。1941年12月11日第二次世界大戰期間，日軍使用重型炮彈炮攻擊來奪取昂船洲，停泊在碼頭下的船隻被炸至沉沒。日軍其後把這島的海軍基地擴建，並在這島建立無線電接收設備作軍事用途及擴大日本公共傳媒機構NHK在海外的廣播接收範圍。1942年8月14日日治政府將昂船洲易名為向島，直至二戰結束後恢復原稱。
戰後，昂船洲由傳統上不煙不酒的錫克教徒英軍把守，而在六七暴動中這座海軍基地亦作用良多。及後此島亦曾經設立隸屬工務司署的炸藥庫，以提供炸藥予全港各石礦場使用。
隨著1989年香港機場核心計劃的公佈，昂船洲在1990年代初進行填海工程成為九龍半島一部份，與對岸的葵涌、荔枝角和長沙灣連成一起，用作興建西九龍公路及機場快綫連接到位於赤鱲角的新香港國際機場；此外新增土地亦作興建葵涌八號貨櫃碼頭以容納更大的吞吐量。
1997年7月1日隨著香港主權移交，駐港英軍撤離昂船洲海軍基地，基地現由中國人民解放軍接管。不論是在移交前後，昂船洲一直都是軍營重地，劃為禁區範圍。儘管昂船洲位處九龍市區，一般人不能隨意進入該島的軍營範圍，並只會在軍營開放日作有限度開放。

## 生活點滴
在1960年代至1980年代其間，昂船洲是用作士兵「休養生息」的地方，並在南岸設有英國海陸空軍合作社（NAAFI）商店、餐館、游泳池，而周邊建有很多歐洲式的平房。
昂船洲也是很多蛇的棲息地，在第二次世界大戰，日軍使用一個獨特的方法，就是隔離海島的一邊設置一個蛇屋。當日軍士兵在昂船洲準備出勤參與太平洋戰爭前被蛇咬傷，他們會把蛇屋裏的蛇拿出來，利用牠們分泌的毒汁作為解毒劑。此外在填海工程以前，金環蛇、棕色眼鏡蛇和竹蛇也是島上的常客。

## 交通
在1990年代初進行西九龍填海工程前，英國皇家海軍會提供輪渡服務接載島上工作人員往返香港島添馬艦和九龍尖沙咀天星碼頭。
現時前往昂船洲可從荔枝角站乘搭專線小巴44M（途經船廠、巴士車廠，以昂船洲政府船塢、昂船洲海軍基地的入口為終點），或在葵芳站乘搭專線小巴87A（途經貨櫃碼頭路沿線，以八號貨櫃碼頭為終點）。
2009年，昂船洲大橋落成，連接九龍半島至青衣，為香港8號幹線的一部分，大大減輕青葵公路交通壓力和發揮分流作用。

## 島上主要建設
- 八號貨櫃碼頭
- 昂船洲大橋
- 昂船洲海軍基地
- 昂船洲政府船塢
  - 消防處潛水基地
- 昂船洲污水處理廠
- 昂船洲公眾貨物裝卸區
- 葵涌海上交通控制站

## 區議會議席分佈
鑑於本區以貨櫃碼頭、船塢等非住宅設施為主，故被編入鄰近的選區。
| 年度/範圍                                                          | 2000-2003          | 2004-2007          | 2008-2011            | 2012-2015            | 2016-2019            | 2020-2023            |
| ------------------------------------------------------------------ | ------------------ | ------------------ | -------------------- | -------------------- | -------------------- | -------------------- |
| 青沙公路以南、西九龍公路以西(船塢設施部分，屬深水埗區)             | 荔枝角選區的一部分 | 荔枝角選區的一部分 | 荔枝角南選區的一部分 | 荔枝角南選區的一部分 | 荔枝角南選區的一部分 | 荔枝角南選區的一部分 |
| 青沙公路以北、西九龍公路、青葵公路以西(八號貨櫃碼頭部分)，屬葵青區 | 荔景選區的一部分   | 荔景選區的一部分   | 荔景選區的一部分     | 荔景選區的一部分     | 荔景選區的一部分     | 荔景選區的一部分     |

## 資料來源
1. ↑  科大衛 (David Faure)、陸鴻基、吳倫霓編：《香港碑銘彙編》（香港：香港市政局，1986），頁188。第66號碑，〈雞籠環遭風白骨墳碑文〉。東華三院檔案及歷史文化辦公室：《源與流的東華故事》（香港：東華三院檔案及歷史文化辦公室，2014），頁91-94、101。
2. ↑  （繁體中文）. 華僑日報第肆頁. 1942年8月15日.
3. ↑  本港共有六個私營石礦場 建築碎石不假外求 月產六十萬立方米.《華僑日報》.1980年10月31日.

## 外部連結
维基共享资源上的相關多媒體資源：昂船洲
22°19′00″N 114°08′00″E / 22.3166667°N 114.1333333°E